# Боровњак Велики
Боровњак Велики (на неким поморским картама је обележен као Боровњак Вели) је ненасељено острво у хрватском делу Јадранског мора, у акваторији Града Шибеника око острва Каприја.
Налази и Каканском каналу између острва Какан и Каприје. Површина острва износи 0,234 км². Дужина обалске линије је 1,81 км.. Највиши врх на острву је висок 26 метара.